# PewDiePie與T-Series之爭
PewDiePie與T-Series之爭是兩個YouTube頻道之間的網絡比賽，由菲力士·謝爾貝里的PewDiePie與布善·古馬營運的印度音樂唱片公司T-Series爭奪订阅人数最多的YouTube频道頭銜，最後T-Series的訂閱數超越PewDiePie，勝出對決。
T-Series在2017年2月成為最多觀看次數的YouTube頻道，而PewDiePie自2013年起就一直是YouTube中訂閱人數一哥，直到2018年開始動搖，T-Series成為最大對手。
步入2019年，多名YouTuber都表態支持PewDiePie，包括Markiplier、Jacksepticeye、Captain Sparklez、罗根·保罗。PewDiePie粉絲嘗試用不同方法提高訂閱人數，包括遊行和拍攝短片。PewDiePie的支持者亦經常高呼「訂閱PewDiePie」的口號。部分粉絲甚至不惜違反法律，例如刑事毀壞、入侵網站或社交媒體賬號或電子裝置，以及設計恶意软體宣揚訊息。（T-Series比較出名的部分則是假網站連結，例如打著別的手機遊戲的名號，Google短連結點進去卻是某支T-Series出品的音樂影片）PewDiePie推出的冒犯歌曲《婊子千層麵》以及部分粉絲發表的反印度言論，促使多位印度YouTuber公開反對PewDiePie，並支持T-Series。
雖然PewDiePie粉絲多番努力，但T-Series訂閱數仍然多次短暫超越PewDiePie，到四月中PewDiePie更被拋離及永久失落一哥頭銜。4月28日，PewDiePie發佈新短片，呼籲粉絲停止參戰，許多訂閱PewDiePie運動已經無形中轉向西方與非西方地區的意識形態之爭，他對此深感疲累。隨後PewDiePie便持續落後，隨著T-Series在5月29日突破一億訂閱，對戰也大致結束。
六年後，PewDiePie的支援人也是他的後輩Mrbeast，他曾經說過要幫PewDiePie報仇在2024年6月2日成功；他也於其Twitter專頁發佈新貼文，他表示：「六年後，我們終於幫PewDiePie報仇了！」，並且沒讓T-Series成為最久的YouTube訂閱之王。，PewDiePie的分頻道PewDiePie highlights也表示真的太瘋狂啦！！並恭喜他。

## 背景

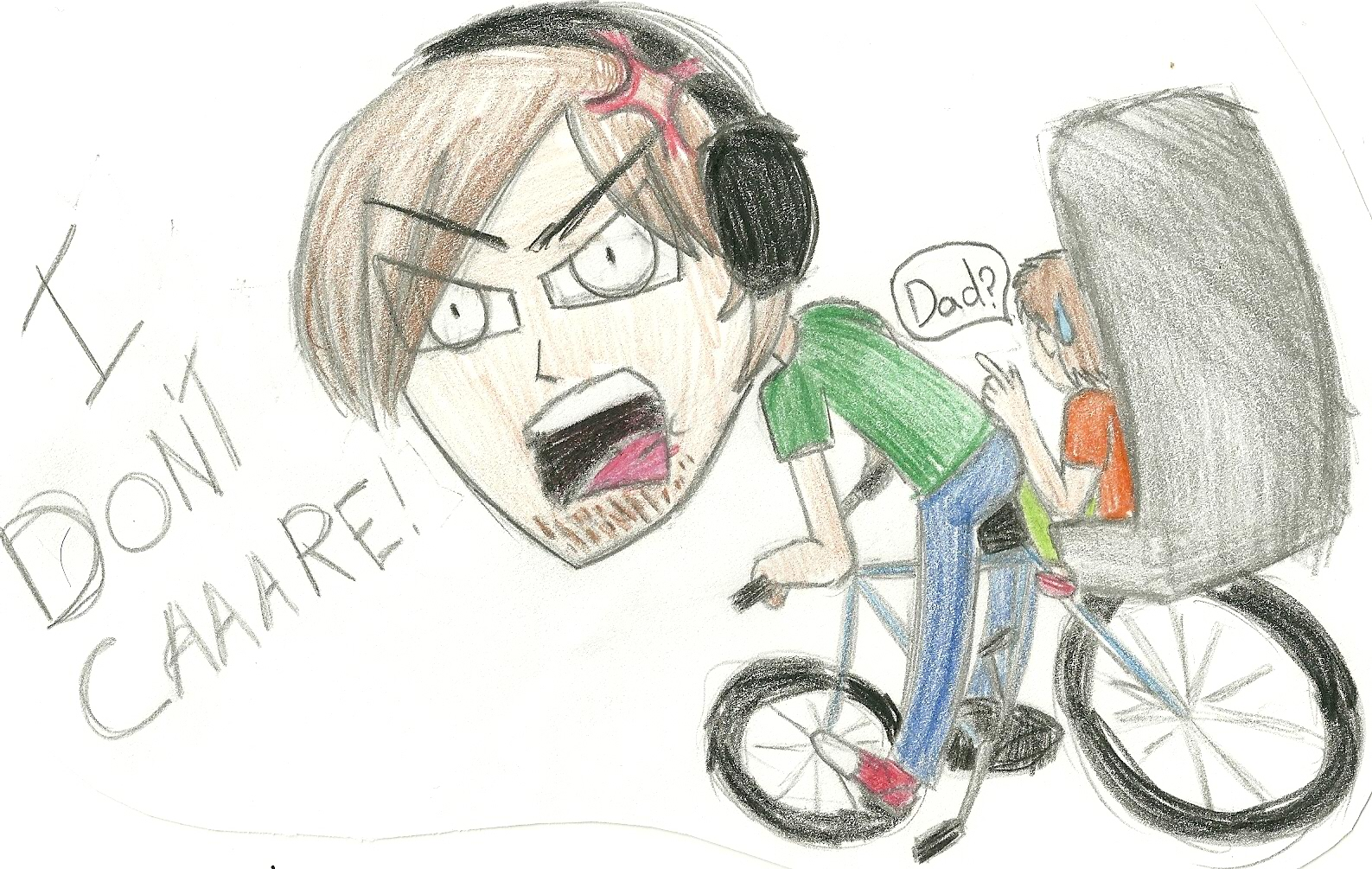
PewDiePie粉絲繪畫的繪圖

網名為PewDiePie的瑞典YouTuber菲力士·阿爾維德·烏爾夫·謝爾貝里主力拍攝喜劇和影像網誌。早期的Let's Play影片令其逐漸獲得注視。自2013年起，PewDiePie一直都是擁有最多訂閱人數的YouTube用戶，直至2019年2月22日首次被T-Series超越，不過PewDiePie在約8分鐘後重奪頭銜，但最終仍被T-Series永久超前。截至2021年9月，PewDiePie擁有超過1.10億訂閱者、277億影片觀看次數、3900段上載影片。PewDiePie形容自己的粉絲群為「九歲軍」。
T-Series是印度音樂唱片公司和電影公司，並在YouTube擁有一個由13人團隊營運、一共29個頻道的聯播網（Lahari Music除外） 。主頻道主要上載印度音樂影片（宝莱坞音樂、印度流行音樂）和宝莱坞電影預告片，而且是每日上載數段影片。截至2019年8月，T-Series已上載影片為1.37萬段；截至同年9月，T-Series的總觀看次數為810億次、主頻道擁有1.11億個訂閱者，並在2017年2月成為最多觀看次數的YouTube頻道，2019年更奪得最多訂閱和首個擁有1億訂閱的頻道的頭銜。

## 時間線
自2019年2月22日起，PewDiePie和T-Series的日增訂閱數和訂閱總數開始接近，T-Series的訂閱數亦多次短暫超越PewDiePie。9月，T-Series的訂閱數比PewDiePie多逾1千萬。以下列出T-Series超越PewDiePie的時間和次數。
| #    | 日期                         | 時間（UTC）                         | 備註 |
| ---- | ---------------------------- | ----------------------------------- | --- |
| 1    | 2月22日                      | 20:04 – 20:12                       | 例行核數令PewDiePie失去22,000個訂閱。 |
| 2    | 3月9日                       | 14:19 – 14:24                       | T-Series超越PewDiePie五分鐘。 |
| 3    | 3月11日                      | 05:09 – 05:27                       | 例行核數後T-Series以微弱優勢領先。 |
| 4    | 3月13日                      | 03:35 – 03:57                       | 期間T-Series突然將差距拉開至4,000個訂閱，10秒後PewDiePie經核數增加1.1萬個訂閱。 |
| 5    | 3月19日                      | 09:51 – 09:53                       | T-Series四度以些微差距領先PewDiePie。 |
| 6    | 3月20日                      | 18:32 – 19:20                       | 例行核數後，PewDiePie失去2,700個訂閱、T-Series增加10,700個訂閱，以致T-Series將差距拉開至11,972個訂閱。 |
| 7    | 3月21日                      | 04:31 – 16:08                       | T-Series領先PewDiePie 7.5小時（當時最長的一次），高峰期相差34,000個訂閱。 |
| 8    | 3月22日                      | 09:22 – 09:22; 10:20; 11:35 – 11:46 | T-Series多次以些微差距領先PewDiePie。 |
| 9    | 3月22日                      | 18:16 – 18:45                       | 例行核數令PewDiePie失去4,000個訂閱。 |
| 10   | 3月25日                      | 07:35 – 22:44                       | 兩個頻道互有領先。大約在18:15，T-Series拋離PewDiePie 19,000個訂閱，並持續了15小時9分鐘。PewDiePie之後又因例行核數而令T-Series以4,000個訂閱重新領先。 |
| 11   | 3月26日                      | 08:00 – 22:40                       | PewDiePie曾有1分鐘被T-Series越過，其後T-Series再次超越PewDiePie近14小時40分鐘，高峰期差距為19,000個訂閱。 |
| 12   | 3月27日 04:30 – 4月1日 12:03 | 3月27日 04:30 – 4月1日 12:03        | T-Series一度領先37,000個訂閱，而PewDiePie一直都無法拉近差距。24小時過後已進入第二日，T-Series更拉開差距至65,000個，例行核數更令PewDiePie劣勢加劇。進入第三日，T-Series大幅領先110,000個訂閱。幸而隨著PewDiePie發佈新短片《恭喜》（Congratulations），諷刺T-Series的同時亦感謝粉絲一直的支持。4月1日12:03，PewDiePie終於重新領先，並以每分鐘增加逾400個訂閱者的速度拋離T-Series。4月8日，雙方差距高達512,000個訂閱，其後PewDiePie訂閱增幅減慢至每分鐘200個，最後雙方回復至每分鐘46個訂閱的水平。 |
| 13   | 4月14日 07:59 – 現今         | 4月14日 07:59 – 現今                | T-Series重新領先，雙方差距以每分鐘近140個訂閱的速度擴闊。高峯時（即4月15日09:02）T-Series的訂閱比PewDiePie多超過100,000個。4月19日，T-Series上載谷魯·雲霞華和美國饒舌歌手Pitbull的新歌《徐徐冉冉》，刺激T-Series的訂閱加速增長，PewDiePie終於無法追上。5月7日13:49，T-Series領先200萬個訂閱，及後更領先1,000萬個訂閱。 |
| 備註 | 5月29日                      | 10:17                               | T-Series成為首個擁有1億個訂閱的YouTube用戶。 |
| 備註 | 8月25日                      | 02:01                               | PewDiePie訂閱數達到1億個，成為第二個YouTube用戶和第一個個人YouTuber領此頭銜。 |

## 經過

### 2018年
2018年8月，PewDiePie發布題為《這個頻道將會超越PewDiePie》的影片，片中開玩笑地召集粉絲共同抵制T-Series，又提及同為兩個主要YouTuber之間的對賽－KSI对罗根·保罗之战。
9月，T-Series電子傳媒部部長內拉吉·卡利安稱，「一個印度YouTube頻道將會成為全球最大的YouTube頻道，這是所有印度人的驕傲。」他又回應PewDiePie的粉絲，指「即使大量的垃圾訊息，也不能抑制好音樂的力量。」卡利安補充指是次對戰令海外的觀眾數目有所增加，「以往西人或東方的人都不知道我們，經過這次爭論後，現在連遠至日本的人都知道我們。」
10月5日，PewDiePie與Party In Backyard合作，製作冒犯T-Series的歌曲《婊子千層麵》。影片名稱靈感來自一個網絡迷因：一名印度網友發信息給一名西方女子，用爛英語問她領裸照，當女子沒有回覆時，該男子就罵她「婊子千層麵」。PewDiePie在歌曲中辱罵T-Series和旗下的影片，又引用一些對印度人抱有成見的字眼，指控T-Series使用訂閱機器人以賺取假訂閱者。
PewDiePie之後被問及對事件的「認真看法」時，他表示「我不太在乎T-Series，我真的不在乎，但我想如果YouTube真的變得更像一家企業的話，其他東西就會取代它。我認為人們非常喜歡這種聯繫，以至於如果變得太像一家企業，其他東西自然會出現。」他又指摘YouTube缺乏對個人YouTuber的支援。2018年11月，PewDiePie在都市報回應是次爭鬥時表示，自己對於無人更早採取行動感到驚訝。
12月，T-Series和PewDiePie之間的訂閱數差距大幅收窄，導致多名高知名度YouTuber先後表態支持PewDiePie。鑑於有部份粉絲發表或作出反印度言行，PewDiePie製片呼籲觀眾支持印度的非政府組織兒童權利與你，並籌得了£173,682，其中部分來自Minecraft原創人馬歇·佩松，又為此舉行慈善直播。
同月，已故T-Series創辦人古順·古馬之子、T-Series主席布善·古馬向英国广播公司表示「幾個月前」才知悉PewDiePie，又稱自己「真的不太在乎這場比賽」，「我甚至不知道何解PewDiePie這麼重視這個比賽」，「我們並沒有與他競爭」。

### 2019年
2019年2月3日，PewDiePie在YouTube直播玩《Fortnite》。一個星期後，PewDiePie直播玩《Roblox》，但之後遊戲帳戶被刪除，據報是因為他過往行為不當。翌日帳戶獲還原，Roblox表示PewDiePie是被「意外封禁」。2月17日，PewDiePie第三次直播玩遊戲，今次是《Minecraft》中的小游戏
。三次的直播都是意圖阻止T-Series的訂閱數多於自己。
《華盛頓郵報》在2月報道指，古馬曾稱「全球所有人都知道T-Series了。若我們單單只靠自己而成為第一，沒有人會知道我們。」
3月6日，古馬在推特發文稱「（T-Series）即將成為全球最大的@YouTube頻道。我們可以創造歷史，我們可以令印度獲勝。訂閱@TSeries。」並發佈影片鼓勵印度人訂閱T-Series。古馬在片中稱「對我們所有人而言，這是一場歷史性運動，所以讓我們一起訂閱T-Series的YouTube頻道和讓印度感到自豪。」PewDiePie回應指T-Series正「變得絕望」。 
3月27日，T-Series超越了PewDiePie。其後PewDiePie在推特和Facebook宣布首先奪得1億訂閱的，就是「贏家」。3月31日，PewDiePie再發佈冒犯歌曲－《恭喜》。這首歡樂型嘻哈合成器流行歌曲是PewDiePie與多名YouTuber（Roomie、Boyinaband、MrBeast）合作炮製，諷刺地恭喜T-Series超越了對方。PewDiePie在MV中重演T-Series向他發出停終信的情況，信中指控PewDiePie的行動和《婊子千層麵》歌詞乃誹謗。MV又引用英语维基百科內容，指控T-Series逃稅和靠售賣翻版歌曲起家。《恭喜》一曲成功令PewDiePie奪回YouTuber訂閱之冠。 
4月中，T-Series入稟德里高等法院，請求頒布命令，下令YouTube移除PewDiePie的冒犯影片。T-Series認為該些影片「誹謗、貶損、侮辱、冒犯」，片中留言屬「譭謗、猥褻，本質上乃種族歧視」。PewDiePie其後發聲明稱該些影片只是「為玩而拍」，但高院最終仍是在同月8日頒令。最終，冒犯歌曲在印度被禁止瀏覽。
4月28日，PewDiePie在影片中要求觀眾結束「訂閱PewDiePie」迷因浪潮，指出「這場運動是因愛與支持而起，所以讓我們一齊用這些結束它吧。」PewDiePie又譴責基督城槍擊案疑兇的舉動，表示「自己的名字與某種難以言喻的邪惡被聯繫在一起，這些影響超越了我所容許的……我只是不想立即解決這個問題，也不想給恐怖分子更多的關注。 我不想在我身上做任何事情，因為我認為這與我無關。簡而言之，我不想讓仇恨勝出……但是對我來說，現在很明顯，『訂閱PewDiePie』運動應該已經結束了。」

## 行動

### 支持PewDiePie

#### YouTubers
首個公開支持的PewDiePie的YouTuber達人為MrBeast，他買下北卡羅來納州的數個大型廣告牌和電台廣告時段，呼籲民眾訂閱PewDiePie的頻道。他又上載一段影片，在12小時內不斷朗讀「PewDiePie」一詞十萬次
。MrBeast和友人出席了第五十三屆超級碗，身穿印有「Sub 2 PewDiePie」的衣服。
其他公開支持和呼籲訂閱PewDiePie的YouTuber，包括Markiplier、Jacksepticeye、Captain Sparklez和罗根·保罗，都先後製作影片和在推特發貼文表達支持，附以「Subscribe to PewDiePie」的口號。Team 10成員之一的YouTuber傑克·保羅更買下紐約時代廣場的大型廣告牌。Markiplier進行了一個題為「除非你訂閱PewDiePie，否則我真的不會收聲」的開玩笑直播，呼籲觀眾訂閱PewDiePie。Jacksepticeye在他的直播中告訴觀眾訂閱PewDiePie，更打趣說T-Series超過PewDiePie的話，他會刪除自己的頻道。
一些較次要的Youtuber也為PewDiePie進行宣傳。印度YouTuber Saimandar Waghdhare為了嚮應MrBeast的活動，在諷刺影片中假裝支持T-Series，後來宣布支持PewDiePie。音樂家Davie504由香港飛到諾伊達，並在T-Series的總部外使用貝斯演奏冒犯歌曲《婊子千層麵》。
2018年的YouTube年度回顧《每個人都可以掌控年度回顧》在強烈反對下成為最不受喜歡的YouTube影片，反對者斥責YouTube忽略是次對戰，只有 Jaiden在短片中暗地裡繪畫了數個與PewDiePie有關的物件。

表態支持PewDiePie的多名著名YouTuber
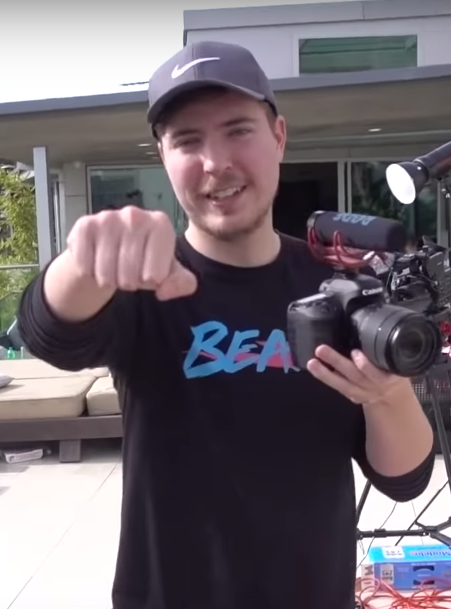
MrBeast
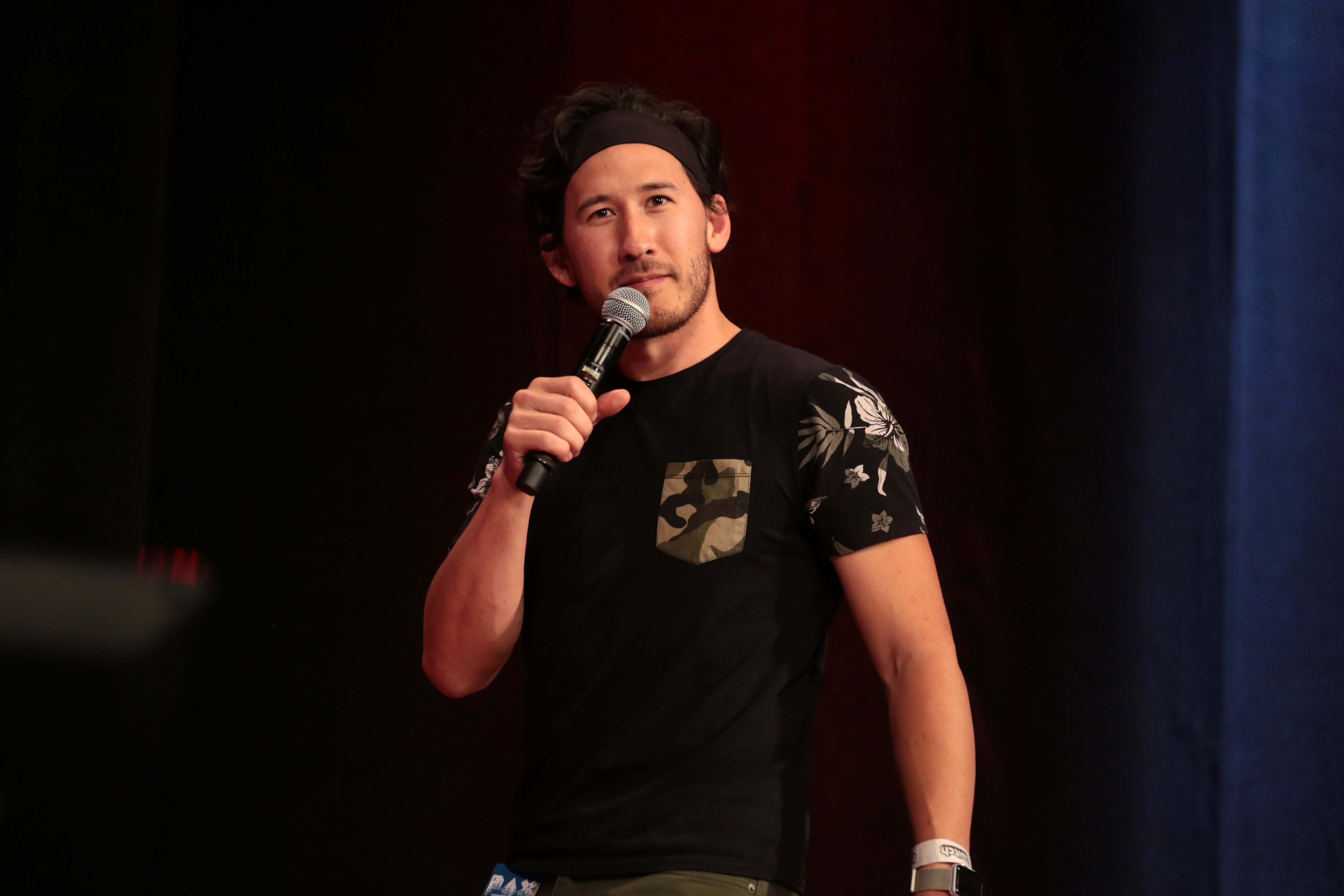
Markiplier
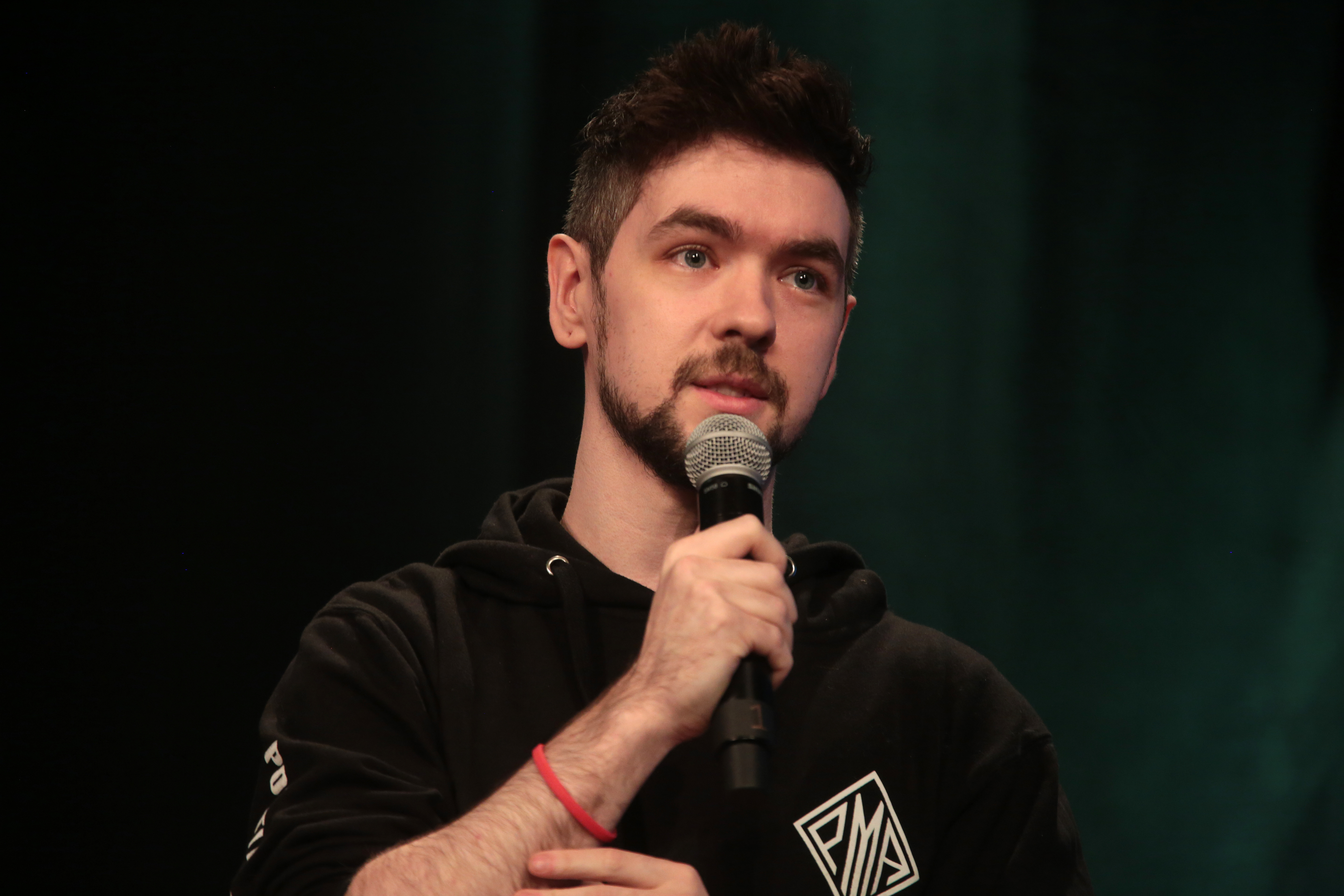
Jacksepticeye
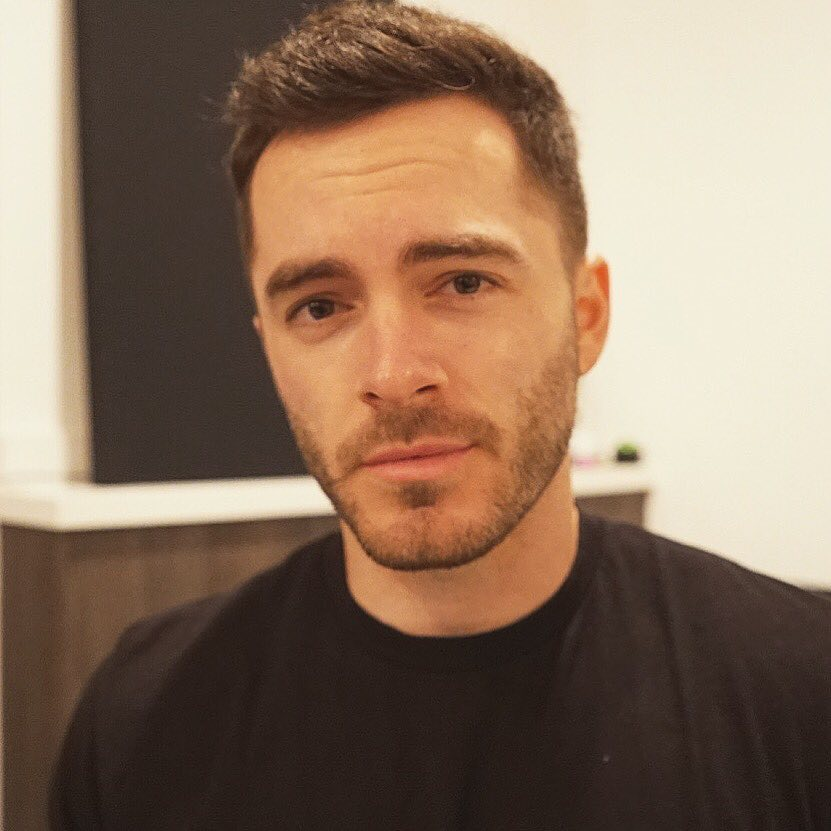
Captain Sparklez
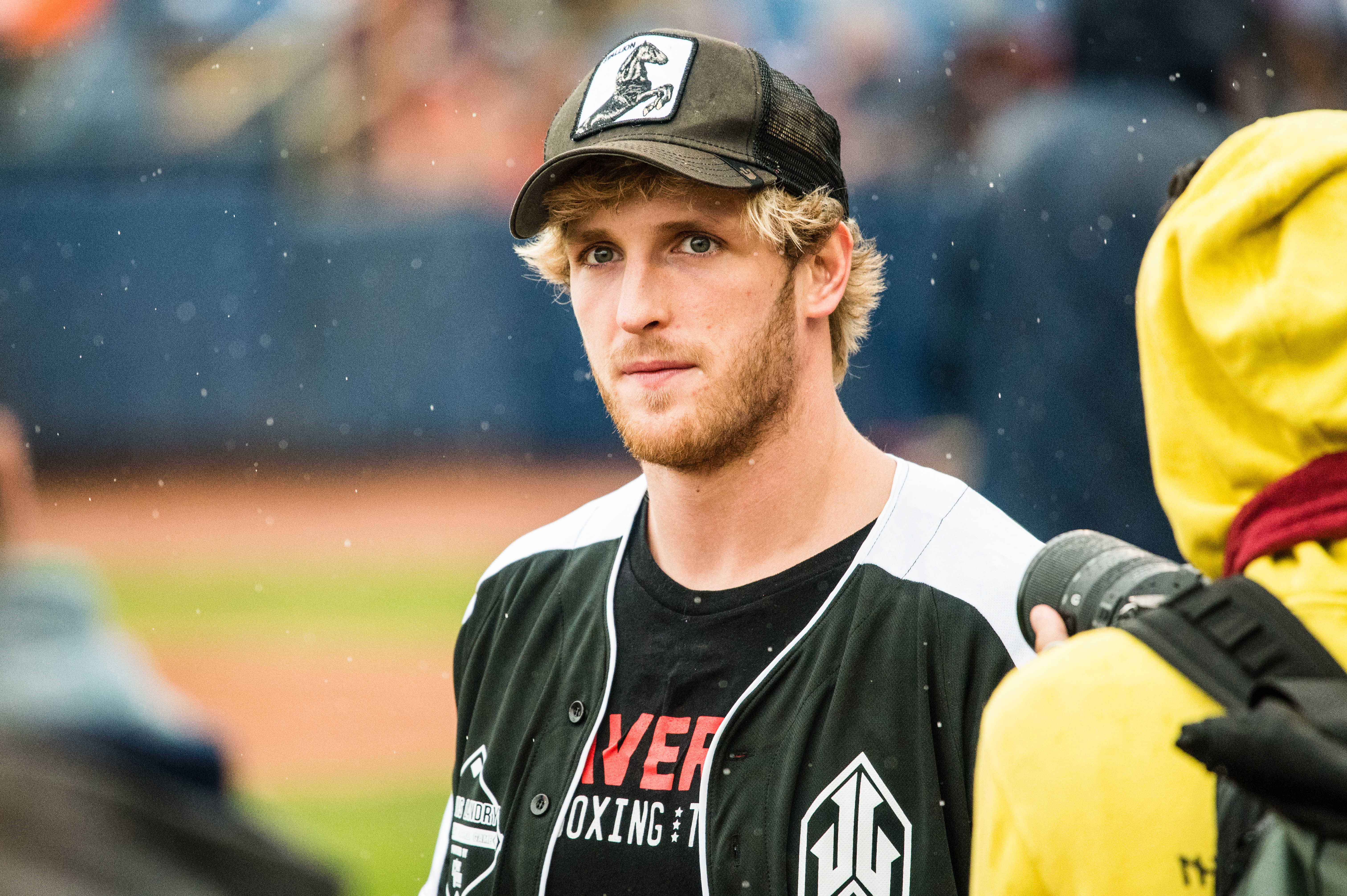
罗根·保罗

#### 網絡入侵
化名為「HackerGiraffe」和「j3ws3r」的黑客在2018年11月分別指令5萬台和8萬台有安全缺陷的影印機影印「PewDiePie正處於麻煩之中，他需要你的幫助來打敗T-Series！」等字句，促請他們訂閱PewDiePie，解除T-Series的訂閱，以及維修他們的打印機。HackerGiraffe之後又從Shodan搜尋引擎中找到超過80萬台曝露弱點的打印機。到2019年1月，超過65,000台Chromecast智能電視再被二人入侵，呼籲他們訂閱PewDiePie及更改安全設定。這些非法行動只得到部分正面迴響，其中一人擔憂可能要入獄，加上不斷受到騷擾短訊，令自己情緒崩潰和有自殺傾向，不過二人強調沒有後悔，因為他們相信行動成功令影印機更安全。另外數十台Nest Cam網絡監控鏡頭被一名化名為「SydeFX」的黑客用憑證填充攻擊入侵，他通過監控裝置要求受害者訂閱PewDiePie。
入侵的對象並不限於硬件。2018年12月，黑客入侵《華爾街日報》的一個網站，聲稱報章就指控PewDiePie反猶太而致歉，並呼籲讀者訂閱PewDiePie的頻道。「j3ws3r」也使用阻斷服務攻擊癱瘓T-Series的網站。2019年2月，佛羅里達州坦帕市長波·畢韓的Twitter帳戶被入侵，發表多則包括鼓勵訂閱PewDiePie的惡意推文。2019年3月22日，PewDiePie Subreddit的一名使用者開發勒索軟件「PewCrypt」，軟件會加密微軟Windows電腦內的文件。攻擊者聲稱會在PewDiePie達到1億訂閱者的里程碑時公開加密密鑰，但如果T-Series率先達到則會把加密工具永久刪除。

#### 其他行動
英國獨立黨在一個推文中表達了他們對PewDiePie的支持。
2019年2月27日，位於立陶宛考那斯的扎尔吉里斯篮球俱乐部在比賽的暫停時段，有啦啦隊表演《婊子千層麵》。

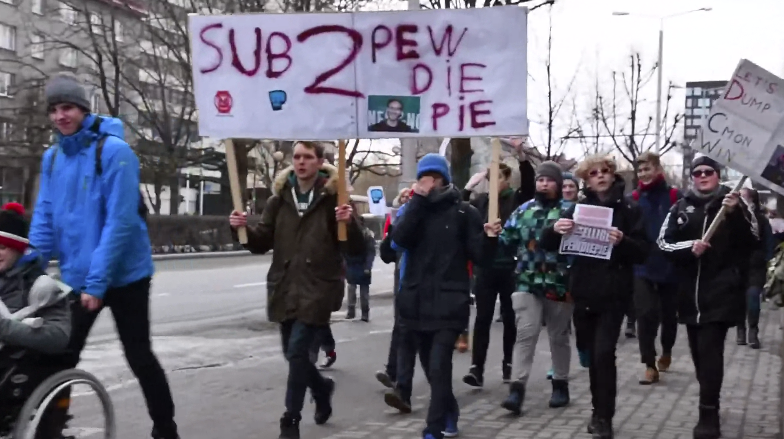
PewDiePie在愛沙尼亞塔林的支持者上街遊行，支援「Sub2Pewdiepie」運動

多地先後有支持PewDiePie的遊行，包括2019年2月28日的愛沙尼亞塔林遊行，有多達數百人參與，遊行穿過古鎮區及其他市中心的繁忙區域。2019年印巴武裝衝突期間，T-Series將巴基斯坦流行音樂下架，導致巴基斯坦示威者手持「解除訂閱T-Series」的標語，上街支持PewDiePie。3月10日，俄羅斯自由黨在莫斯科舉行支持網絡自由的集會，期間有集會人士演奏《婊子千層麵》及舉起「訂閱PewDiePie」標語。
3月12日，遊戲開發者湯瑪斯·畢殊在Ichi.io推出名為「Zero Deaths」的電腦遊戲。遊戲設定基於世界末日和是次對戰，PewDiePie必須保護受到訂閱機械人攻擊的未婚妻马尔齐亚·比索宁。
4月20日，繫有「訂閱PewDiePie」橫額的飛機飛過紐約市，PewDiePie在DLive直播飛機橫過曼哈頓下城的情況，超過21,000名觀眾收看。直播中，PewDiePie稱這個活動是訂閱PewDiePie迷因的“一個很好總結” 。這個航程和橫幅的費用由PewDiePie的粉絲群眾籌而得，費用超過4,500美元。

#### 與犯罪行為有關
雖然PewDiePie告訴他的支持者在支持活動中不要做「任何違法行為」 ，但也有一些流氓為了廣傳「訂閱PewDiePie」而觸犯刑事毀壞罪行。2019年3月，英國牛津有學校發現「訂閱PewDiePie」標語。兩日後布魯克林戰爭紀念館被塗上「訂閱PewDiePie」的字句，紐約市公園和娛樂部表示會移除塗鴉。PewDiePie批評有關行為，並捐錢予公園賠償。
3月15日，新西蘭基督城發生清真寺槍擊事件，槍手曾在直播表示「小伙子們記住了，訂閱PewDiePie」。PewDiePie推特回應恐襲，表示「剛收到來由新西蘭基督城的災難性消息，我對這個人提及我的名字感到絕對噁心。我深深記掛死難者和家屬，以及每位受悲劇影響的人」。對於口號被槍手用作武裝號令，曾經宣傳「訂閱PewDiePie」迷因的伊森·克萊恩等人都表示反感，又呼籲大家停止傳播迷因，讓它逐漸消失。《紐約時報》的奇雲·羅斯寫道，如果槍手是別有用心的話，他的目標「可能是將一個受歡迎的網絡人物捲入惱怒的指責遊戲，遍地挑起地緣緊張局勢」。有線電視新聞網進一步警告，槍手意圖將PewDiePie反對者的目光轉向指責PewDiePie而非槍手，繼而強化他的「控訴者」形象。
12日後的波威猶太教堂槍擊事件中，槍手也曾提及PewDiePie，但沒有證據證明槍擊由PewDiePie策劃及資助。

### 支持T-Series
PewDiePie發表的冒犯歌曲《婊子千層麵》涉嫌貶低和冒犯印度人，而支持者則發動到T-Series頻道濫發訊息，包括檢舉影片，以及留言大量與PewDiePie有關的評論，甚至以種族歧視字句反對印度。這些頗具爭議的行動令印度國內更關注是次競爭，促使多名印度YouTuber表態反對PewDiePie並支持T-Series。
2018年11月，印裔加拿大人喜劇演員及YouTuber Jus Reign上傳了名為《捍衛T-Series》的影片，談及他童年時已收聽T-Series的音樂，又發布音樂短片慶賀T-Series。
7名印度YouTuber分別拍攝了自製的印地語冒犯歌曲，反擊PewDiePie的《婊子千層麵》，例如：
- 2018年11月：Tatva K的《Pew Ki Pie》；
- 2018年12月：Asif Bantaye的《PENDUBHAI》；
- 2019年1月1日：印度十大YouTuber、《絕地求生》玩家CarryMinati的《Bye PewDiePie》，影片在24小時內有近500萬觀看次數[105][106]。

## 回應

### YouTube
YouTube亞太區董事總經理高譚·阿南德向《紐約時報》表示：「隨著越來越多印度人加入，影片成為他們與互聯網交流的途徑。現時85%的印度網絡用戶都有上YouTube。即使你是文盲，你亦可以欣賞影片」，又補充指「印度真的是一個大亮點，她是亞洲區內和全球發展得最快的市場之一」。
2018年12月13日，YouTube移除了大量機器人帳戶和不活躍訂閱者。最終分別導致PewDiePie和T-Series失去超過4萬個和20萬個訂閱。

### 媒體分析
由於一人頻道的PewDiePie孤身迎戰企業頻道的T-Series，因此是次對決被形容為「大衛對戰歌利亞」。《獨立報》的安東尼·郭白晨稱之為知名媒體公司如何看待YouTube的改變，諾辛·伊克巴爾（Nosheen Iqbal）在《衛報》撰文時形容T-Series是「一位來自德里街巷的挑戰者」，因為當古順·古馬創立公司時，他仍然是一個賣果汁的小販。
Vox的亞澤·羅曼諾認為是次競爭代表著YouTube次文化間分歧的加深，一方是在YouTube的基礎上自家製作影片，另一方是以YouTube作為一宣傳平台。
The Verge的柏哲詩雅·韓蘭德以此與YouTuber拳擊比賽KSI對Logan Paul作對比，認為PewDiePie對抗T-Series「全屬表演一場」，指出以少量賭注虛構出英雄和反派的手法能夠成功吸引到觀眾。
《华盛顿邮报》報導指出T-Series的成功亦代表著印度網絡的迅速發展，數據顯示能夠上網的印度人由2000年的2千萬大幅增加至2018年的5.6億人。郵報亦指出印度在2018年成為全球第二大手機市場，流動網絡亦逐漸普及。鑑於印度識字率偏低，語音技術等亦有所發展。記者拉維·阿加瓦爾表示印度跳過了西方國家較慢的初始技術進步，導致手機市場能夠迅速發展。
《Vice》認為T-Series成功在於有地區觀眾的支持，和缺乏其他印度音樂網絡平台競爭對手。

### 訂閱計數直播
2018年9月，YouTube頻道FlareTV開始直播PewDiePie和T-Series的訂閱數，以及兩個頻道的訂閱差距，直播獲得了頗高收視。一個月後，統計和分析社交媒體數據的Social Blade亦直播兩者的訂閱數，但同時顯示其他深入數據，包括兩個頻道的每分鐘訂閱增長數。Social Blade在6月13日結束直播，FlareTV亦在9月10日停止直播。

## 備註
1. ↑  不包括YouTube官方自行產生的頻道，例如「YouTube音樂頻道」[1]

## 外部鏈結
- Social Blade（英语：Social Blade）的PewDiePie vs T-Series live subscription count（页面存档备份，存于）
- Social Blade的訂閱數比較圖表（页面存档备份，存于）
- YouTube上的PewDiePie頻道
- YouTube上的T-Series頻道